# Szuperhalmaz
A szuperhalmaz kisebb galaxishalmazok csoportja, mely rendszerint legalább 3, de akár 10 halmazból is állhat, maximális terjedelmük mintegy 200 millió fényév. A szuperhalmazok a megfigyelhető világegyetemben az eddig ismert legnagyobb struktúrák közé tartoznak.
A Naprendszert is tartalmazó Tejútrendszer, továbbá az Androméda-galaxis is a Lokális Csoport része (mely több mint 54 galaxist tartalmaz). A Lokális Csoport pedig része a Laniakea-szuperhalmaznak. Ez utóbbi 500 millió fényév kiterjedésű. A szuperhalmazok száma becslések szerint 10 millióra tehető.

## Felfedezése
1932-ben Harlow Shapley és Adelaide Ames tették közzé adataikat olyan galaxisképződményekről, melyek 13 magnitúdó (m) fényerősség feletti tartományba esnek és a Tejútrendszer ismert struktúrájától eltérőek voltak. Ez a tanulmány volt az első, amely előrejelezte a világegyetem azon szubsztanciális régióit, melyek eltértek az univerzum izotrópiájáról és homogenitásáról alkotott alapelvétől. A legkiemelkedőbb galaxishalmaz, melyet kutatásaik során feltérképeztek (1938) a Szűz Csillaghalmaz, ami mintegy 50 millió fényév nagyságú. Csak később vált ismertté, hogy előbbi csupán magja annak a lokális szuperhalmaznak (felfedezőik Erik Holmberg, Gérard de Vaucouleurs és George O. Abell) mely tartalmazza többek közt a Tejutat és az Androméda ködöt is.
A csillagászok úgy gondolják, hogy a szuperhalmazok nem több, mint 10 százalékát teszik ki a világegyetemnek. A legtöbb galaxis, galaxiscsoport és halmaz szuperhalmazokba tömörül, két szuperhalmaz között viszonylagos üres tér foglal helyet. A szuperhalmazok további, magasabb rendű halmazokba való tömörülésére jelenleg még nem találtak bizonyítékot. Ebből a tényből kiindulva következtetnek a világegyetem korára: ha az univerzum keletkezésekor jelenlévő állapotot homogénnek és izotrópnak tételezzük, akkor azt mondhatjuk, hogy nagyságrendben közelítve egész egyszerűen nem volt elég ideje arra, hogy nagyobb struktúrákba tömörüljön, mint a szuperhalmazok. Ez megfelel annak a tapasztalati ténynek is, mely szerint a szuperhalmazok dinamikusan statikus rendszerek.

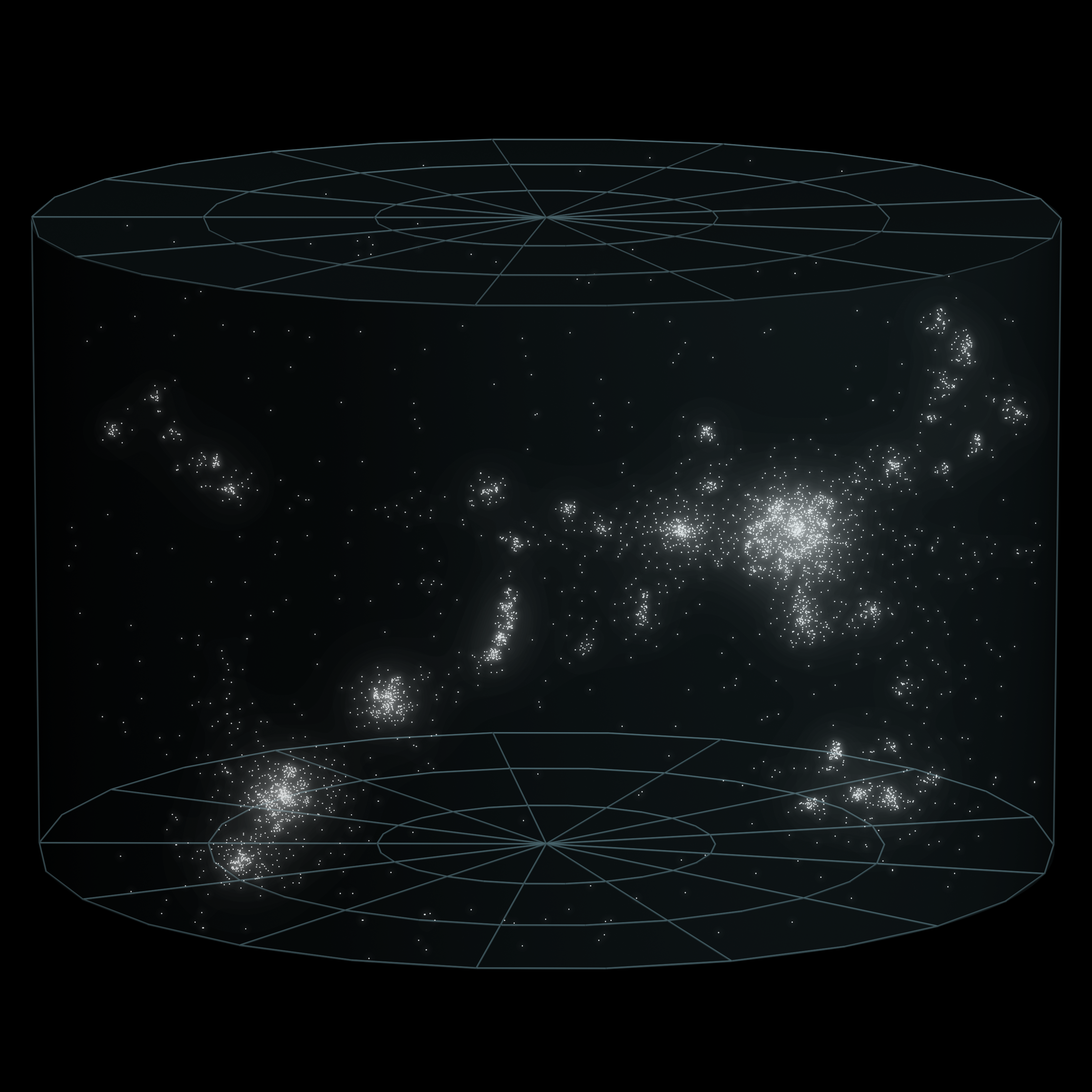
A Virgo Szuperhalmaz

## A Perseus szuperhalmaz

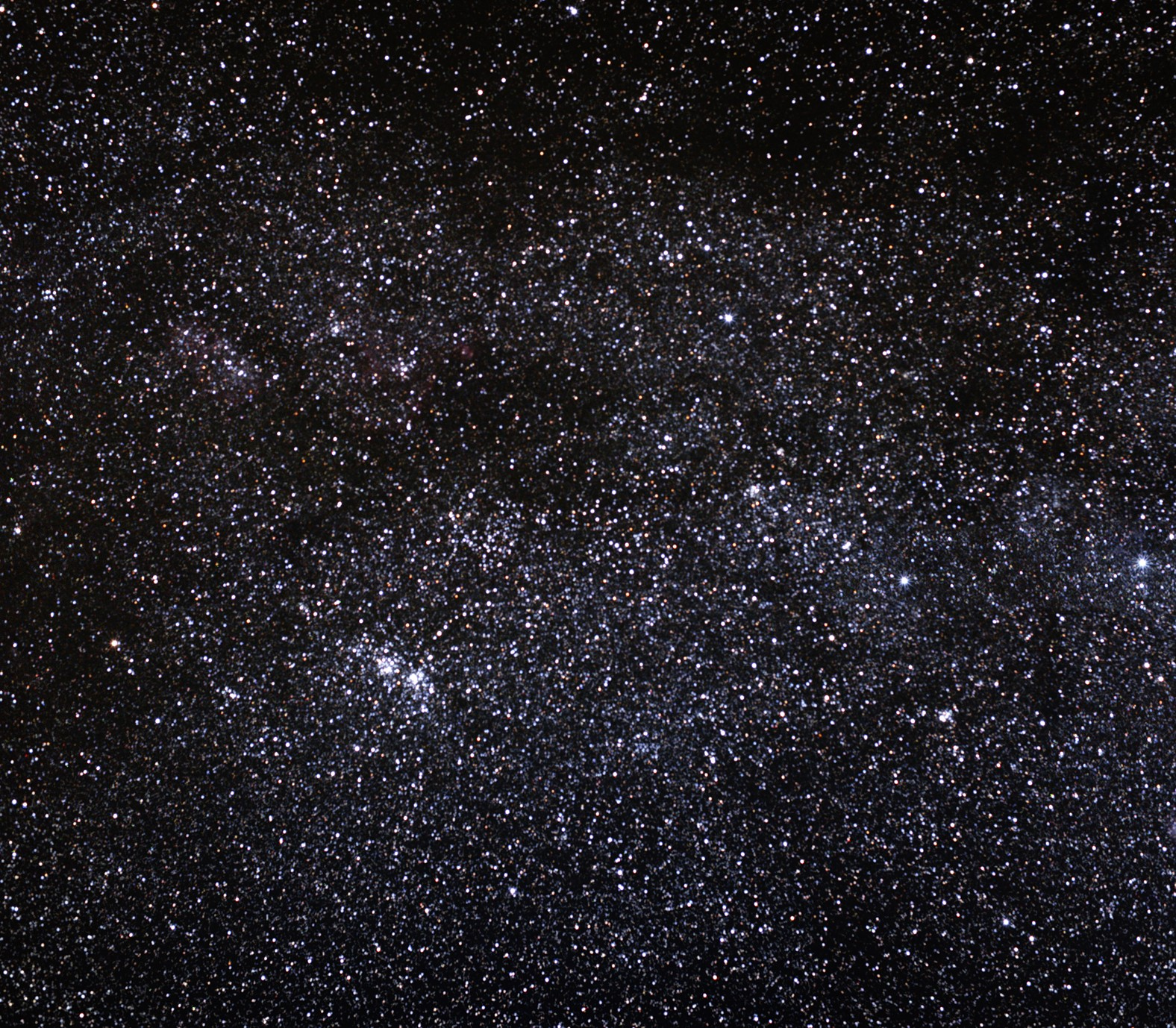
A Perseus szuperhalmaz

A Perseus nagy méretű szuperhalmaz, csaknem 100 Mpc (megaparszek) hosszú, 12 Mpc széles, távolsága mintegy 77 Mpc. A Perseus szuperhalmaz főbb csillaghalmazai az Abell 262, az Abell 347 és az Abell 426, illetve a Halak és a Pegasus halmazt is magában foglalja.

## A Lynx Arc szuperhalmaz
A Lynx Arc szuperhalmaz az egyik legtávolabbi ismert szuperhalmaz, távolsága hozzávetőleg 3,7 Gpc (gigaparszek). Ahogyan azt most látjuk, nagyjából a 2 milliárd éves állapotának felel meg, noha nagyjából már 13,7 milliárd éves is lehet.
A Lynx Arc körülbelül egy millió extrém forró fiatal, kék csillagot tartalmaz, és csaknem milliószor fényesebb, mint az Orion csillagkép. A fény, amelyet érzékelünk, főleg UV fény, mely 12 millió fényév megtétele után vöröseltolódást szenved. Ez a típusú intenzív ultraibolya sugárzás csak olyan csillagokban keletkezhet, melyek hasonlóan forróak és nagyok (felszínük legalább 80 000 kelvin). Mivel hőmérsékletük sokkal magasabb, intenzívebb életciklust futnak be, ez egy vagy két millió évet jelenthet (a Nappal összehasonlítva, amely pl. 10 milliárd éves életciklussal rendelkezik).

## Horologium szuperhalmaz
| Halmaz jelölése | Vöröseltolódás {\textstyle km\centerdot s^{-1}} | Abell besorolás | Sebességdiszperzió {\textstyle km\centerdot s^{-1}} | Viriál rádiusz (Mpc) |
| --------------- | ----------------------------------------------- | --------------- | --------------------------------------------------- | -------------------- |
| A 0014          | 19665                                           | 0               | {\displaystyle 643_{+185}^{-100}}                   | 3,85                 |
| A 0027          | 16287                                           | 0               |                                                     | 3,08                 |
| A 0074          | 19264                                           | 0               |                                                     | 3,47                 |
| A 0085          | 16556                                           | 1               | {\displaystyle 1016_{+44}^{-39}}                    | 0,82                 |
| A 0086          | 18911                                           | 0               |                                                     | 3,67                 |
| A 0087          | 16535                                           | 1               | {\displaystyle 987_{+54}^{-46}}                     |                      |
| A 0114          | 17696                                           | 0               | {\displaystyle 525_{+100}^{-65}}                    | 2,95                 |
| A 0117          | 16424                                           | 0               | {\displaystyle 604_{+47}^{-38}}                     | 3,13                 |
| A 0126          | 16274                                           | 0               |                                                     | 3,06                 |
| A 0133          | 16507                                           | 1               | {\displaystyle 687_{+146}^{-90}}                    | 2,97                 |
| A 0151          | 15982                                           | 0               | {\displaystyle 699_{+66}^{-52}}                     | 1,01                 |
| A 2260          | 18724                                           | 0               | {\displaystyle 800_{+189}^{-111}}                   | 3,41                 |

Harlow Shapley tette az első megfigyelést 1935-ben a Horologium régióval kapcsolatban, ahol szokatlanul sok galaxis volt megfigyelhető. Azóta több kutatás és tanulmány is megerősítette, hogy a galaxissűrűség valószínűleg egy szuperhalmaz jelenlétére utal (Lucey, 1983 - Einasto, 2003 - Fleenor, 2005-2006). Lucey volt az első, aki megerősítette a vöröseltolódás és a sebességdiszperzió jelenlétét e régió körül, Fleenor (2005) közölte publikációiban, hogy a régió nemlineáris jellegűvé vált. A Horologium szuperhalmaz magában foglal 33 Abell galaxishalmazt, amely a katalógusban a leggazdagabb szuperhalmazzá teszi. A halmazban a vöröseltolódás mértéke mintegy 0,067 (z).